# Буковно (станция)
Буковно (пол. Bukowno) — пассажирская и грузовая железнодорожная станция в городе Буковно, в Малопольском воеводстве Польши. Имеет 2 платформы и 4 пути.
Станция Олькуш была построена в 1885 году на линии Ивангородо-Домбровской железной дороги (Ивангород — Радом — Бзин — Сухеднев — Кельцы — Хенцины — Мехов — Вольбром — Олькуш — Буковно — Славков — Домброва) с шириной русской колеи, когда село Буковно было в составе Царства Польского. Теперь на участке Тунель — Вольбром — Олькуш — Буковно — Славков является линия Тунель — Сосновец-Главный.
Кроме того, с 1939 года здесь начинается грузовая (по 2009 год пассажирская и грузовая) железнодорожная линия Буковно — Явожно-Щакова.